# Rodolfo Guerrini
Rodolfo Guerrini (Abbadia San Salvatore, 13 ottobre 1919 – Roma, 9 febbraio 2003) è stato un politico e sindacalista italiano.

## Biografia
Operaio, impegnato sindacalmente nella CGIL a Siena, dal 1959 al 1963 è segretario generale della Camera del Lavoro provinciale.
Militante del Partito Comunista Italiano, nel 1963 viene candidato ed eletto alla Camera con il PCI nel collegio di Siena; conferma il proprio seggio a Montecitorio anche dopo le elezioni del 1968; conclude il proprio mandato parlamentare nel 1972.
Muore a 83 anni, nel febbraio 2003.